# Marina Orsini
Marina Orsini C.M. (Montreal, 4 de janeiro de 1967) é uma atriz canadense.